# Rebbenes
Rebbenes est une localité du comté de Troms, en Norvège.

## Géographie
Administrativement, Rebbenes fait partie de la kommune de Karlsøy.

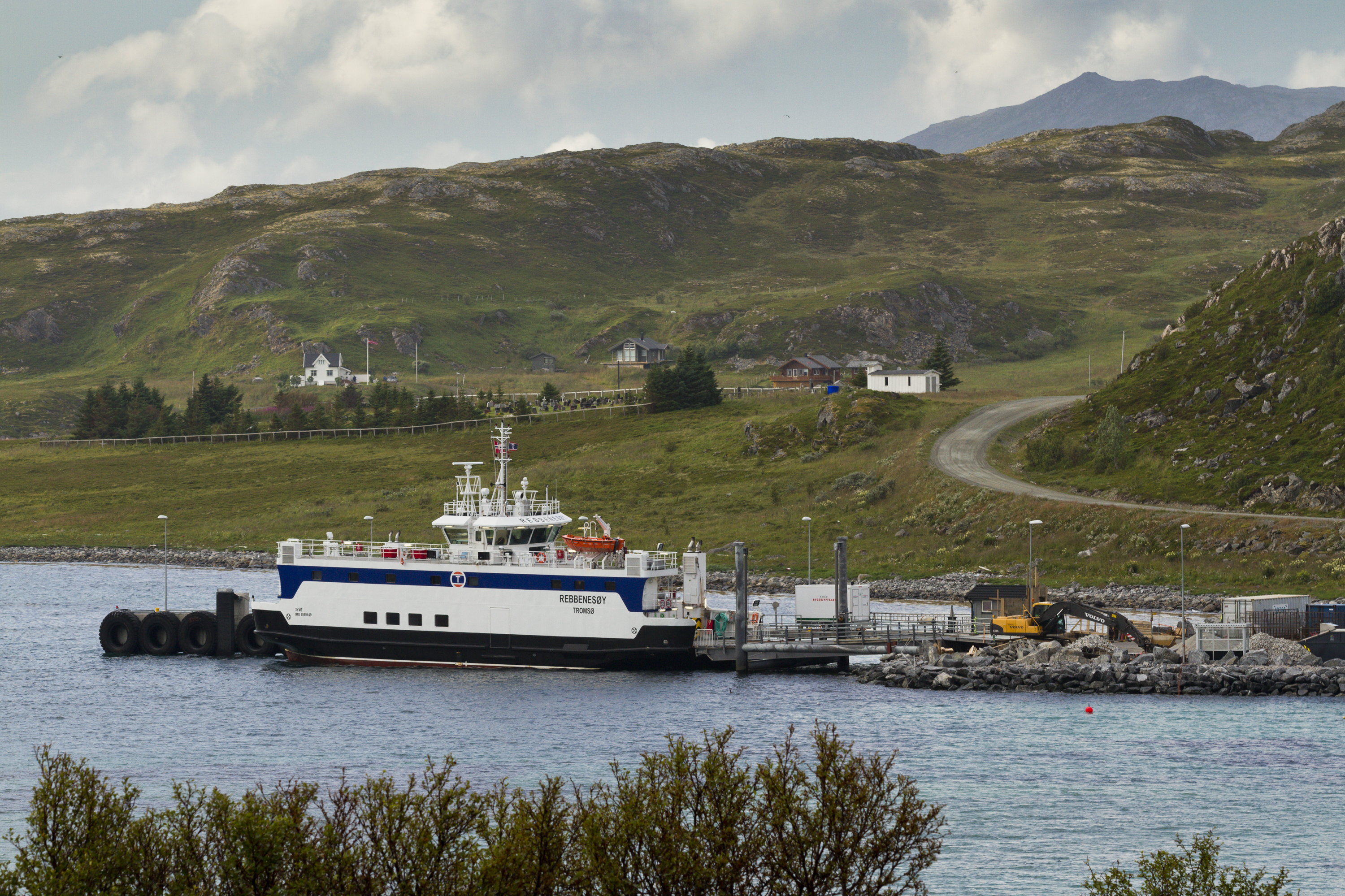
Rebbenes est relié à Mikkelvik par un ferry.